# ПП ћелије
ПП ћелије (F-ћелије) - су ендокрине ћелије које се формирају у Лангерхансовим острвцима панкреаса. Оне чине 3% до 5% (од укупног броја) ћелија острваца и одговорне су за лучење панкреасног полипептидног ензима. Налази се на перифирији Лангерхансових острваца, али не тако често могу наћи и ван острваца - углавном у глави ове жлезде.
Ћелије имају полигонални облик и садрже у себи мале (мање од 140 nm) грануле.